# Chiesa della Natività di Maria Santissima (Serra Riccò)
La chiesa della Natività di Maria Santissima è un luogo di culto cattolico situato nella frazione di Valleregia, in piazza Padre Luigi Risso, nel comune di Serra Riccò nella città metropolitana di Genova. La chiesa è sede della parrocchia omonima del vicariato di Sant'Olcese-Serra Riccò dell'arcidiocesi di Genova.

## Storia e descrizione
La prima memoria della chiesa si trova in un documento del 12 dicembre 1191 nel quale è citata come parrocchia insieme a quella di San Martino, nel vicino borgo di Magnerri. Secondo la tradizione, entrambe le chiese sarebbero state fondate da san Claro; per prima fu eretta quella di San Martino, e subito dopo quella di Santa Maria di Valleregia, su un'antica cappella paleocristiana.
San Claro, del quale non si hanno notizie storiche certe, sarebbe stato un vescovo delle Gallie, fuggito insieme al vescovo Olcese nei primi anni del V secolo (probabilmente nel 407), durante le invasioni dei Vandali, trovando rifugio in Valpolcevera; Olcese si stabilì nella località che ora porta il suo nome e Claro a Valleregia. Si pensa che i due esuli siano stati inviati in quei luoghi dal vescovo di Genova san Romolo, per istruire nella fede cristiana gli abitanti, evangelizzando quelli ancora pagani.
La chiesa fu ricostruita nel XVII secolo, dopo che aveva accresciuto la sua importanza estendendo la propria giurisdizione su altre parrocchie. Ha una struttura a tre navate con cinque altari, in uno dei quali, in un'urna marmorea risalente al 1543, sono conservate le reliquie di san Claro. L'ancona che raffigura il santo è opera seicentesca di Marcantonio Botto, mentre gli intarsi in marmo dell'altare maggiore e il pregevole coro ligneo, risalgono entrambi al Cinquecento.
La chiesa è stata elevata al rango di arcipretura con decreto del cardinale Pietro Boetto del 4 maggio 1944.